# Президентские выборы на Украине
Выборы президента Украины, проводящиеся в соответствии с законом «О выборах Президента Украины», после обретения Украиной независимости в 1991 году проводились семь раз.
- Президентские выборы в Украине (1991) — первые выборы президента Украины после обретения независимости 24 августа 1991 года.
- Президентские выборы в Украине (1994) — досрочные выборы президента Украины в 1994 году.
- Президентские выборы в Украине (1999) — первые регулярные выборы президента Украины.
- Президентские выборы в Украине (2004) — выборы президента Украины в конце 2004 года, послужившие причиной для Оранжевой революции.
- Президентские выборы в Украине (2010) — очередные выборы прошли не осенью, как сперва предполагалось, а 17 января 2010 года[2][3][4].
- Президентские выборы в Украине (2014) — из-за политического кризиса 22 февраля 2014 года Александр Турчинов был назначен исполняющим обязанности президента до досрочных выборов президента Украины, назначенных на 25 мая 2014 года[5]. 7 июня 2014 года президентом был избран Порошенко Пётр Алексеевич.
- Президентские выборы в Украине (2019) — первый тур прошёл в воскресенье 31 марта 2019 года, второй тур проведён 21 апреля 2019 года. Президентом был избран Владимир Зеленский.

## Ход выборов
Избранным президентом по результатам первого тура становится кандидат, получивший более 50 % голосов. Если ни одному из кандидатов не удалось достичь данного результата, то назначается второй тур.

## Региональные особенности президентских выборов на Украине
Результаты голосования различных регионов на президентских (1991, 1994, 1999, 2004, 2010, 2014, 2019) выборах:
- 1991 — Леонид Кравчук — Вячеслав Черновол
- 1994 — Леонид Кравчук — Леонид Кучма
- 1999 — Леонид Кучма — Пётр Симоненко
- 2004 — Виктор Ющенко — Виктор Янукович
- 2010 — Виктор Янукович — Юлия Тимошенко
- 2014 — Пётр Порошенко — Юлия Тимошенко
- 2019 — Владимир Зеленский — Пётр Порошенко

- Автономная Республика Крым — на президентских выборах поддерживали Кравчука, Кучму, Симоненко, Януковича 2 раза.
- Винницкая область — поддержка Кравчука 2 раза, Симоненко, Ющенко, Тимошенко, Порошенко 2 раза, Зеленского.
- Волынская область — поддержка Кравчука 2 раза, Кучмы, Ющенко, Тимошенко 2 раза, Порошенко, Зеленского.
- Донецкая область — поддержка Кравчука, Кучмы 2 раза, Януковича 2 раза, Порошенко, Бойко.
- Днепропетровская область — поддержка Кравчука, Кучмы 2 раза, Януковича 2 раза, Тигипко, Порошенко, Зеленского.
- Житомирская область — поддержка Кравчука 2 раза, Кучмы, Ющенко, баланс Тимошенко и Януковича, Порошенко, Зеленского.
- Закарпатская область — поддержка Кравчука 2 раза, Кучмы, Ющенко, баланс Тимошенко и Януковича, Порошенко, Зеленского.
- Запорожская область — поддержка Кравчука, Кучмы, Симоненко, Януковича 2 раза, Порошенко, Зеленского.
- Ивано-Франковская область — поддержка Черновола, Кравчука, Кучмы, Ющенко, Тимошенко 2 раза, Порошенко 2 раза.
- Киевская область — поддержка Кравчука 2 раза, Кучмы, Ющенко, Януковича, Порошенко 2 раза, Зеленского.
- Кировоградская область — поддержка Кравчука, Кучмы, Симоненко, Ющенко, баланс Януковича и Тимошенко, Порошенко, Зеленского.